# Mark Hendrick
Pour les articles homonymes, voir Hendrick (patronyme).
Mark Phillip Hendrick (né le 2 novembre 1958) est un homme politique travailliste britannique. Il est député de Preston depuis 2000. Il est membre de l'Assemblée parlementaire de l'Organisation pour la sécurité et la coopération en Europe (OSCEPA). Hendrick est député européen pour le siège central du Lancashire de 1994 à 1999.

## Jeunesse
Hendrick est né en 1958 à Salford, Lancashire. Il est d'origine anglo-somalienne. Son père travaille dans l'industrie du bois.
Hendrick étudie à la Salford Grammar School. Il fréquente ensuite Liverpool Polytechnic (aujourd'hui Liverpool John Moores University), où il obtient un baccalauréat ès sciences en génie électrique et électronique. Il obtient une maîtrise ès sciences en informatique de l'Université de Manchester. De plus, Hendrick est ingénieur agréé et détient un certificat en éducation (une qualification d'enseignement) de la même institution.

## Carrière professionnelle
Hendrick suit une formation d'ingénieur au ministère de la Défense en 1979 au Royal Signals and Radar Establishment, Malvern, Worcestershire. Il étudie l'allemand dans une Volkshochschule Hanau en Allemagne en 1981, où il suit une formation d'étudiant ingénieur avec AEG Telefunken. En 1982, il est nommé ingénieur professionnel supérieur et technologique au Conseil de recherche scientifique et technique (SERC), laboratoire de Daresbury, et reste au SERC pendant six ans.
En 1990, Hendrick rejoint le Stockport College of Further and Higher Education, où il travaille pendant quatre ans en tant que chargé de cours en électronique numérique et en conception de logiciels.

## Carrière politique
De 1984 à 1994, Hendrick est secrétaire du Parti coopératif de Salford. Il est élu conseiller au conseil municipal de Salford en 1987 et siège à ce titre pendant huit ans. Il est également président du Parti travailliste de la circonscription Eccles de 1990 à 1994. À l'élection du Parlement européen de 1994, Hendrick est élu pour le siège central du Lancashire. Il n'est pas candidat aux élections du Parlement européen de 1999, qui se sont déroulées sur un système régional de listes.
Hendrick est élu à la Chambre des communes lors de l'élection partielle de 2000 à Preston après la mort de la députée travailliste Audrey Wise (en). Il conserve le siège avec une majorité de 4 426 voix et prononce son premier discours le 11 décembre 2000. Hendrick est réélu à chaque élection générale ultérieure.
Au Parlement, Hendrick est membre de la Commission européenne de contrôle restreint pendant trois ans à partir de 2001. Il est secrétaire parlementaire privé du secrétaire d'État à l'environnement, à l'alimentation et aux affaires rurales (2003-2006); de la ministre des Affaires étrangères Margaret Beckett (2006–2007); du Lord grand chancelier et Secrétaire d'État à la Justice Jack Straw (2007–2008); d'Ivan Lewis, ministre d'État aux Affaires étrangères et du Commonwealth (2009-2010). Hendrick siège également au Comité du développement international de 2009 à 2010.
De novembre 2010 à l'été 2012, Hendrick est whip adjoint de l'opposition. De retour à l'arrière-ban, il est ensuite nommé au Comité spécial des affaires étrangères de juin 2012 à juin 2017.
Il est membre de la délégation britannique auprès de l'Assemblée parlementaire de l'Organisation pour la sécurité et la coopération en Europe (OSCEPA).
Il s'intéresse aux affaires étrangères, au développement international, à la défense, aux affaires européennes, économiques, monétaires et industrielles.
Hendrick est nommé chevalier dans les honneurs du Nouvel An 2018 pour le service parlementaire et politique.